# Turismo no Espírito Santo

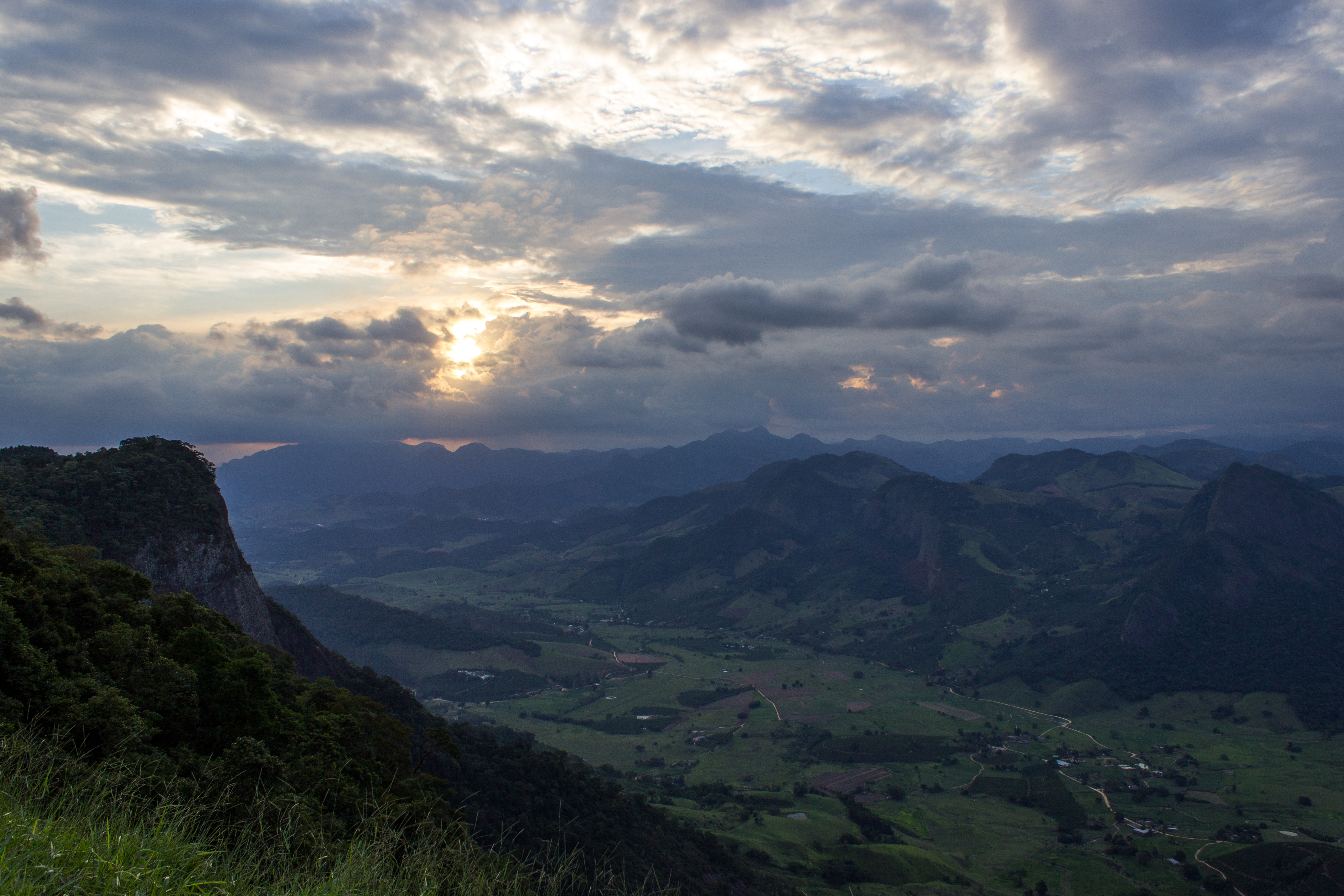
Vale da Prata

O Turismo no Espírito Santo é amplo e diversificado. A nível nacional o Espírito Santo tem uma aceitação. Em pesquisas ao sites da embratur eles definem o Espírito Santo, um dos estados “mais turísticos do Brasil”.

## Agroturismo
O agroturismo no Espírito Santo teve início em propriedades dos municípios de Venda Nova do Imigrante e Domingos Martins, e hoje cresce em várias regiões do estado.
O agroturismo se caracteriza pelo contato do turista com a vida no campo. O turista foge da agitação da cidade e vai descansar nas fazenda-hotéis instaladas por todo o estado. O turista tem acesso também a produtos caseiros vendidos na própria fazenda como deliciosos queijos, biscoitos, licores, vinhos, doces, iogurtes, geléias e embutidos, onde também pode participar da colheita de cereais, frutas e legumes e presenciar o processamento dos produtos. Assim, o turista revive as tradições dos imigrantes.

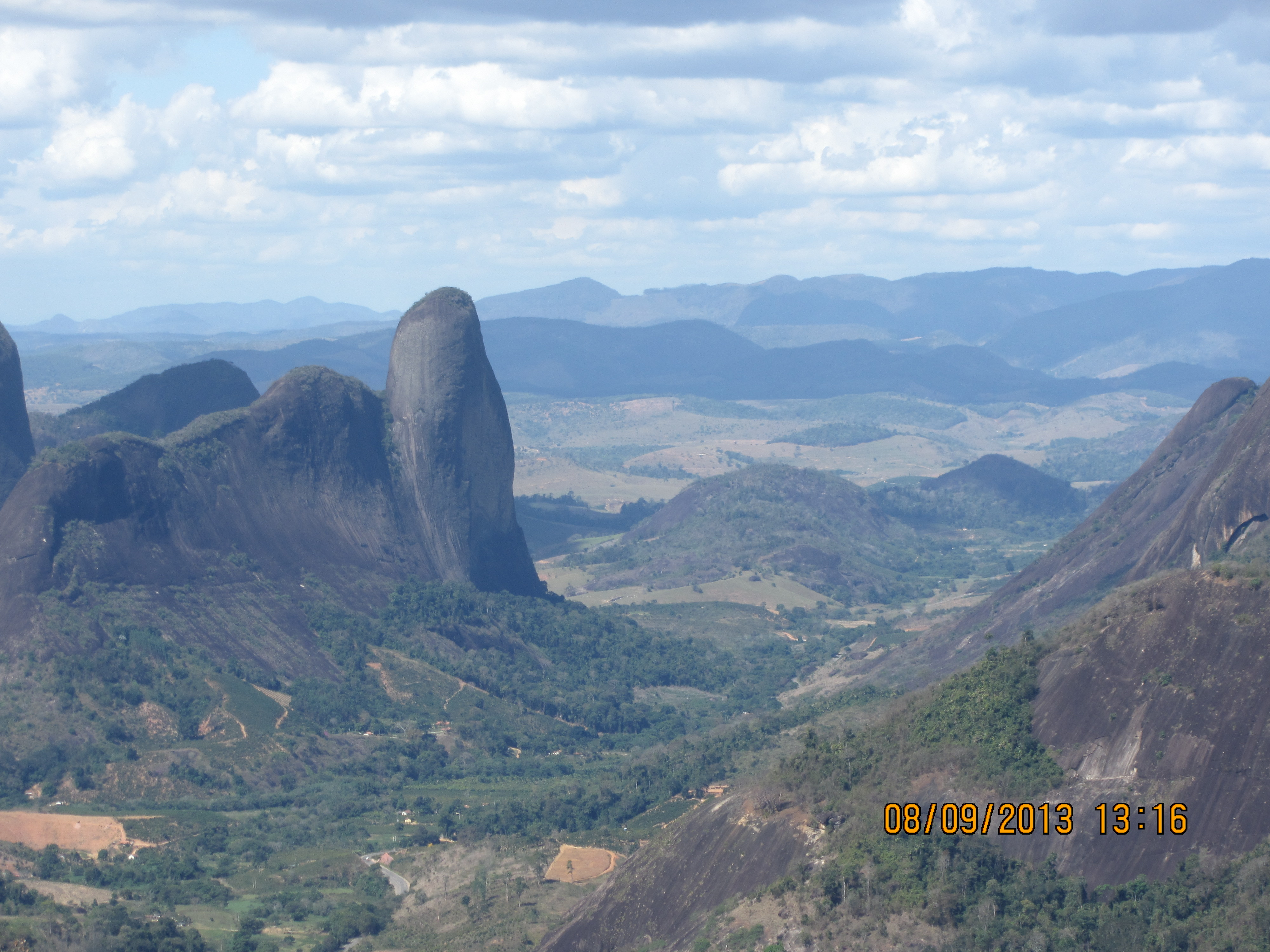
Interior do Espirito Santo

Os municípios do agroturismo possuem boa infra-estrutura, como camping, pousadas, restaurantes, chalés, casas de chá, pesque-pague, trilhas, passeios a cavalo e locais para a prática de parapente e asa-delta.
Municípios que integram o Agroturismo no estado são Afonso Cláudio, Castelo, Conceição do Castelo, Domingos Martins, Marechal Floriano, Santa Leopoldina, Santa Maria de Jetibá, Santa Teresa, Vargem Alta, Venda Nova do Imigrante, Viana, Vila Velha e no Município da Serra, o mais recente deles que já conta com tres circuitos, Muribeca, Garanhuns e Pitanga oferecendo restaurantes rurais, licores, doces, frutas plantas e flores.

## Turismo de negócios
Nos últimos anos surgiu um novo segmento de turismo: o turismo de negócio.
Caracterizado pela visita de empresários, ele é mais restrito aos grandes centros urbanos devido à grande expansão dos setores industriais, comércio, e prestações de serviços. É grande o fluxo de homens de negócios que, por sua vez, apresentam maior renda (gastam mais no comércio, restaurantes bares e etc. Em vitória a média de gastos é de US$ 150 pelos homens de negócios e US$ 50,00 dos turistas.
No estado, o turismo de negócio se desenvolveu no interesse das empresas em fazer convenções nos hotéis.

## Ecoturismo
No estado o ecoturismo se desenvolveu graças as belíssimas áreas naturais nas quais se destacam as áreas serranas. No estado, a região serrana tem atraído ecoturistas que tem contribuído para uma importante fonte de renda e emprego no meio rural mais do que um simples momento de lazer, é uma oportunidade para a reflexão e o auto-conhecimento, no sentido de preservar os recursos naturais para a geração futura. O Espírito Santo tem muitos ecossistemas ainda preservados nos quais a visitação pública é incentivada e equipada com infra-estrutura para o turismo.
Parque Estadual de Pedra Azul - Rod. BR 269, km 89, Aracê, Domingos Martins. Área de formações rochosas do granito conhecido como gnaisse. A Pedra Azul, símbolo da cidade, possui 1.882 metros de altitude. O parque possui três trilhas abertas à visitação onde podem ser apreciadas piscina naturais, lagos, uma cachoeira e é claro, o paredão da Pedra Azul com seus 500 metros de altura.Essas são as ares que se destacam no ecoturismo.

## Rotas Turísticas
O turismo no estado do Espírito Santo é dividido em rotas turísticas. Cada uma delas abrange pontos turísticos relacionados a temas específicos como montanhas, praias, cultura, história, etc. Conheça as rotas turísticas do Espírito Santo e as principais cidades abrangidas:
- Rota do Caparaó: Jerônimo Monteiro, Alegre, Guaçuí, São José do Calçado, Dores do Rio Preto, Divino São Lourenço, Ibitirama, Irupi, Iúna, Muniz Freire e Ibatiba;
- Rota Caminho dos Imigrantes: Cariacica, Itarana, Santa Teresa, Fundão, Itaguaçú, Santa Maria de Jetibá, Santa Leopoldina e São Roque do Canaã;
- Rota do Verde e das Águas: Vitória, Aracruz, Linhares, São Mateus, Conceição da Barra;
- Rota dos Vales e do Café: Cachoeiro de Itapemirim, Muqui, Marataízes, Vargem Alta e Mimoso do Sul;
- Rota do Sol e da Moqueca: Vitória, Serra, Guarapari, Vila Velha e Anchieta;
- Rota da Costa e da Imigração: Anchieta, Alfredo Chaves, Iconha, Piúma, Itapemirim, Marataízes e Presidente Kennedy;
- Rota do Mar e das Montanhas: Vitória, Viana, Marechal Floriano, Domingos Martins e Venda Nova;
- Rota do Mármore e do Granito: Cachoeiro de Itapemirim, no sul; Nova Venécia, no norte; e Vitória, no centro;